# Jean Nicolet (schip, 1943)
De Jean Nicolet was een Amerikaans Liberty-schip van 7.176 brt. Op 2 juli 1944 werd het getorpedeerd door de berucht geworden I-8 onderzeeër van de Japanse Keizerlijke Marine, in de Indische Oceaan.

## Geschiedenis
Het Liberty-schip had een bemanning van 41 koppen, een contingent militairen van 28 man en een dertigtal passagiers aan boord. Het eigenlijk snelle liberty-type viel toch ten prooi aan Japanse torpedo's van de grote onderzeeër van korvettenkapitein Ariizumi. Niet alleen het schip, maar ook de opvarenden wachtten een wreed lot. De onderzeeër kwam boven water en beschoot het Amerikaanse koopvaardijschip. Men gaf zich over, na veel gesneuvelden. De Japanse mariniers sprongen aan boord van het langzaam zinkende schip en schreeuwden, sloegen, verwondden en doodden menige opvarende.
Net zoals bij het onfortuinlijke koopvaardijschip Tjisalak werden ze voor een groot deel op gruwelijke wijze door de bemanning van de Japanse onderzeeboot afgemaakt. De ongelukkigen werden aan elkaar gebonden en werden met bajonetten doorstoken en overboord gegooid. 30 uur later werden door een fregat van de Indiase marine 23 van de 99 man opgepikt, nadat een Catalina-vliegboot enkele vlotten had waargenomen.